# Camp Municipal Narcís Sala
Camp Municipal Narcís Sala et et offentligt idrætsanlæg i Sant Andreu de Palomar i distriktet Sant Andreu i Barcelona. Det er hjemmebane for fodboldholdet Unió Esportiva Sant Andreu. Det blev indviet d. 19. marts 1970 og har en kapacitet på 18.000. Den første kamp på anlægget var Sant Andreu vs. FC Barcelona. Den endte 0-1. I 2005 var blev der lagt kunstgræs.

41°25′44″N 2°11′35″Ø / 41.4288°N 2.193°Ø